# 旋律时光
《旋律时光》（英語：Melody Time）是1948年迪士尼第10部经典动画长片。
本片目前在中国大陆没有任何影音产品发行。

## 外部連結
- 互联网电影数据库（IMDb）上《旋律时光》的资料（英文）
- 爛番茄上《旋律时光》的資料（英文）
- 豆瓣电影上《旋律时光》的資料 （简体中文）
- AllMovie上《旋律时光》的资料（英文）